# Matt Santangelo
Matthew William Santangelo, detto Matt (Portland, 8 settembre 1977), è un ex cestista statunitense con cittadinanza italiana, professionista in Europa.

## Carriera
Uscito dalla Gonzaga University si lega ai greci dell'Īraklīs Salonicco ma vi resta solamente per uno scampolo di stagione, svincolandosi a causa di problemi di pagamenti e di minutaggio. A dicembre si trasferisce alla Pallacanestro Cantù in serie A1, dove chiude la stagione registrando una media di 12,3 punti in 33,7 minuti a partita. Passa poi in Polonia, vestendo la maglia dell'Anwil Włocławek. Seguirà un triennio al Caja San Fernando Siviglia, durante il quale scende in campo in 95 occasioni complessive nella massima serie spagnola.
Inizia la stagione 2005-06 a Rieti disputando il campionato di Legadue, ma nel febbraio del 2006 diventa un giocatore della Benetton Treviso: con la società biancoverde ottiene un secondo posto alla fine della regular season, salvo poi battere la Fortitudo Bologna nella serie finale dei playoff conquistando così lo scudetto. Verrà nuovamente ingaggiato dai trevigiani anche per l'inizio del campionato successivo, stavolta con un contratto a gettone fino a novembre, sostituendo temporaneamente l'infortunato Nikos Zīsīs sia in campionato che in Eurolega. Al termine di quest'esperienza si ritirò dalla pallacanestro professionistica.

## Palmarès
- Campionato italiano: 1

Pall. Treviso: 2005-06
- Supercoppa italiana: 1

Pall. Treviso: 2006